# Sadko

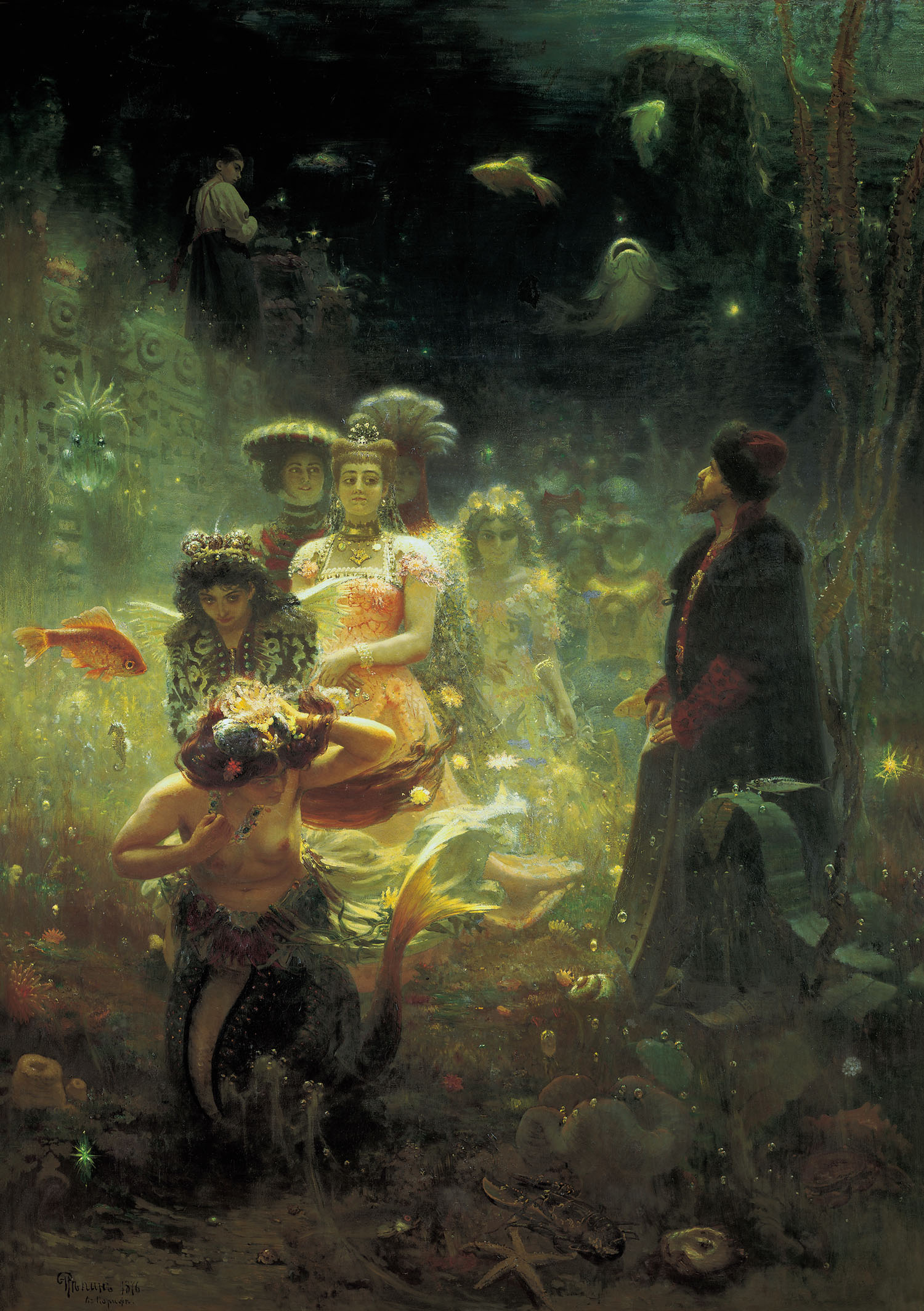
Ilja Riepin Sadko w podwodnym królestwie. Olej na płótnie, Muzeum Rosyjskie w Sankt Petersburgu

Sadko – postać fikcyjna, bohater ruskich bylin, występujący w nich jako kupiec i znakomity gęślarz.
Jego muzyka spodobała się Carowi Morskiemu, który pomógł Sadce wygrać zakład z mieszkańcami Nowogrodu o to, że w jeziorze Ilmień żyje ryba o złotych piórach. Za wygrane pieniądze Sadko odbył morską podróż handlową na czele trzydziestu okrętów. W drodze powrotnej flota została nagle unieruchomiona na morzu. Marynarze rzucili losy mające wskazać osobę na ofiarę dla Króla Morskiego. Los trzykrotnie padł na Sadka, który został wyrzucony za burtę. Na dnie morza Sadko odnalazł siedzibę Króla Morskiego i zagrał dla niego, a ten swoim tańcem spowodował zatonięcie okrętów.
Po interwencji św. Mikołaja Możajskiego, który zjawił się dzięki modlitwom marynarzy, Sadko przestał grać i wybrał sobie żonę spośród 900 córek Króla Morskiego, jednak za radą Mikołaja nie skonsumował związku. Następnego dnia obudził się wraz z wybranką na lądzie w pobliżu Nowogrodu, w oddali widząc swoje powracające okręty. W podzięce wzniósł w Nowogrodzie cerkiew poświęconą Mikołajowi.
Przypuszcza się, iż pierwowzorem bohatera legendy mógł być Sadko Sytinec, fundator nowogrodzkiej cerkwi Borysa i Gleba z 1167 roku.